# 崔海龙
崔海龙（1928年9月—1996年4月19日），吉林延吉人，朝鲜族，曾任中国人民解放军吉林省军区政治委员，中共第九届中央候补委员、第十届中央委员。

## 生平
1946年11月至1948年5月为东北军政大学第二期二队学员，1946年11月参加革命工作，1947年6月加入中国共产党。1950年8月至1952年7月，任朝鲜人民军33团政治部民青委员长、政治大队长。1958年4月至1961年，任吉林省延边军分区司令部动员科科长。1961年至1967年，任吉林省挥春县人民武装部副政治委员、政治委员。
1968年至1975年12月，任延边军分区政治委员。1971年3月至1975年12月，任中共延边朝鲜族自治州委书记。1975年1月当选为第四届全国人大常委会委员。1973年12月至1978年11月，任中国人民解放军吉林省军区政治委员。1978年11月被免去一切职务。1985年2月被开除党籍。1996年4月19日在长春逝世。